# Dị tật tim bẩm sinh
Dị tật tim bẩm sinh (CHD), còn được gọi là bất thường tim bẩm sinh hay bệnh tim bẩm sinh, là một sự cố về cấu trúc của tim tồn tại từ khi sinh. Các dấu hiệu và triệu chứng tùy thuộc vào kiểu cụ thể của dị tật. Triệu chứng có thể không có nhưng cũng có thể nguy hiểm tính mạng. Khi có thì triệu chừng có thể gồm thở nhanh, tím tái, khó lên cân, và cảm thấy mệt mỏi. Bệnh này không gây ra đau ngực. Đa số các vấn đề tim bẩm sinh không xảy ra đồng thời với các bệnh khác. Các biến chứng có thể xảy ra do dị tật tim có gồm suy tim.
Nguyên nhân của một bất thường tim bẩm sinh thường không rõ. Một số ca nhất định có thể là do nhiễm trùng trong giai đoạn mang thai như nhiễm rubella, việc sử dụng một số loại dược phẩm hay các chất nhất định như rượu hay thuốc lá, bố mẹ có quan hệ cận huyết, hay tình trạng dinh dưỡng kém hoặc béo phì ở người mẹ. Có bố hoặc mẹ mắc bệnh tim bẩm sinh cũng là một yếu tố nguy cơ. Một số bệnh di truyền có liên quan đến dị tật tim bao gồm hội chứng Down, hội chứng Turner, và hội chứng Marfan. Các dị tật tim bẩm sinh được chia thành hai nhóm chính: các dị tật tim tím và các dị tật tim không phải tím, dựa vào việc bệnh nhi có khả năng chuyển màu tím tái hay không. Các bất thường có thể ở thành trong của tim, các van tim, hay các mạch máu lớn dẫn máu đến và đi khỏi tim.
Các dị tật tim bẩm sỉnh có thể phòng ngừa tương đối như bằng vắcxin rubella, bổ sung iod vào muối, và bổ sung axít folic vào một số thực phẩm nhất định. Một số ca không cần điều trị. Một số ca có thể trị hiệu quả bằng các thủ thuật dùng ống thông luồn hay phẫu thuật tim.  Đôi khi cần phải sử dụng cùng lúc nhiều loại can thiệp khác nhau. Đôi khi cần đến phẫu thuật ghép tim. Khi được điều trị phù hợp thì tiên lượng bệnh thường tốt, ngay cả đối với các dị tật phức tạp.
Các bất thường tim bẩm sinh là dị tật bẩm sinh thường gặp nhất. Vào năm 2015 bệnh hiện diện ở 48.9 triệu người tính toàn thế giới. Nó tác động từ 4 đến 75 người trên mỗi 1.000 trẻ sinh ra tùy thuộc vào cách các bệnh này được chẩn đoán. Khoảng từ 6 đến 19 trên 1.000 có dị tật mức độ từ vừa đến nặng. Bệnh tim bẩm sinh là nguyên nhân hàng đầu của các ca tử vong liên quan dị tật bẩm sinh. Trong năm 2015 nó dẫn đến 303.300 cái chết, giảm so với 366.000 ca tử vong vào năm 1990.

## Dấu hiệu và triệu chứng
Các dấu hiệu và triệu chứng có mối liên hệ mật thiết đến các loại dị tật tim bẩm sinh. Các triệu chứng thường xuất hiện vào những năm đầu tiên, nhưng cũng có nhiều dị tật không biểu hiện lâm sàng sớm. Nhiều trẻ em không có dấu hiệu gì, trong khi một số khác có thể khó thở (hơi thở ngắn), tím tái, ngất, có tiếng thổi tại tim, chậm phát triển thể chất, biếng ăn hoặc nhiễm khuẩn hô hấp. Bệnh tim bẩm sinh với những bất thường trong cấu trúc tim, hình thành một triệu chứng thực thể gọi là tiếng thổi tại tim. Các tiếng thổi này có thể phát hiện qua thăm khám, tuy nhiên không phải tất cả các tiếng thổi đều do dị tật tim bẩm sinh. 

### Mối liên hệ giữa các triệu chứng
Bệnh tim bẩm sinh biểu hiện mối liên hệ giữa sự gia tăng các triệu chứng, gọi là Mối liên hệ VACTERL:
V - Bất thường đốt sống (Vertebral anomalies)
A - Hẹp hậu môn (Anal atresia) 
C - Bất thường tim mạch (Cardiovascular anomalies)
T - Lỗ rò khí thực quản (Tracheoesophageal fistula)
E - Hẹp thực quản (Esophageal atresia)
R - Bất thường thận (Renal (Kidney) and/or radial anomalies)
L - Khuyết tật chi (Limbs defects)
Thông liên thất, thông liên nhĩ, tứ chứng Fallot là những bệnh tim bẩm sinh phổ biến thể hiện VACTERL. VACTERL cũng biểu hiện trên một số tổn thương ít gặp hơn như Thân chung động mạch hay Chuyển gốc động mạch. 

## Nguyên nhân
Nguyên nhân dẫn đến bệnh tim bẩm sinh có thể do di truyền hoặc do môi trường tác động, nhưng đa số là do sự kết hợp của cả hai yếu tố đó. 

### Di truyền
Đã có nhiều tổn thương tim bẩm sinh do bất thường cấu trúc di truyền được phát hiện, có thể là đảo đoạn, mất đoạn hay thêm đoạn DNA. Các bất thường hay gặp nhất tại NST số 21, 13 và 18, chiếm khoảng 5 - 8 % trường hợp TBS, trong đó đột biến cấu trúc NST 21 là phổ biến nhất. Ngoài ra cũng đã phát hiện ra tổn thương tại một số NST khác, bao gồm đột biến cấu trúc nhánh dài nhiễm sắc thể số 22 (22q11, Hội chứng DiGeorge), nhánh dài NST số 1 (1q21), nhánh ngắn NST số 8 (8p23),  
Chỉ có một số đột biến gen dẫn đến TBS được khám phá ra. Một số gen có mối liên hệ với cái dị tật riêng biệt. Đột biến protein cơ tim α-myosin chuỗi nặng (MYH6) liên quan đến thông liên nhĩ. Một vài protein có mối tương tác với MYH6 cũng liên quan đến các dị tật tim. Một số yếu tố khác, ví dụ gen homeobox (gen quy định trình tự phát triển bình thường của sinh vật) NKX2-5 cũng liên quan đến MYH6. 
Một gen T-box khác, TBX 1, liên hệ với hội chứng DiGeorge (bao gồm TBS, bất sản tuyến ức và thương thận, bất thường xương sọ).

### Môi trường
Nhiều yếu tố môi trường có liên quan đến TBS đã được biết đến, bao gồm mẹ bị nhiễm khuẩn (Rubella), thuốc (rượu, hydatoin, lithium và thalidomide), và nhiều bệnh lý khác (đái đường, phenyl ceton niệu, và lupus ban đỏ hệ thống) 

### Mẹ bị béo phì
Nhiều nghiên cứu về chỉ số khối cơ thể (body mass index - BMI) trên những phụ nữ tiền mang thai hoặc đang trong thời gian mang thai đã chỉ ra rằng, những người béo phì (BMI ≥ 30) mang theo nguy cơ (có ý nghĩa thống kê) con sinh ra bị TBS nhiều hơn so với phụ nữ có cân nặng bình thường (BMI - 19-24,9). Nguy cơ trẻ bị TBS cũng nhiều hơn ở những trẻ có mẹ bị quá cân (BMI = 25 - 29,9), mặc dù vấn đề này vẫn còn gây nhiều tranh cãi. Hơn thế nữa, nhiều nghiên cứu cũng cho thấy mối tương quan tỷ lệ thuận giữa cân nặng của mẹ và nguy cơ TBS ở con. Dựa vào những dữ liệu trên, có thể thấy nếu người mẹ cố gắng đạt được chỉ số cân nặng bình thường cũng sẽ giảm nguy cơ con có dị tật tim bẩm sinh. 
Chưa có một cơ chế sinh lý rõ ràng nào giải thích được mối tương quan giữa mẹ bị béo phì và con bị TBS. Ngược lại, đã có nhiều nghiên cứu chỉ ra được sự liên quan giữa thiếu hụt folat và béo phì ở mẹ có liên hệ đến những dị tật này. Việc khám phá ra các cơ chế sinh lý cụ thể có thể làm giảm được tỉ lệ trẻ bị TBS.

## Tuần hoàn phôi thai
Cơ chế hình thành tim vô cùng phức tạp và bất cứ bất thường nào trong quá trình này cũng có thể dẫn đến dị tật tim bẩm sinh. Trình tự phát triển tế bào, di chuyển, chết theo chương trình (apoptosis) đã được nghiên cứu rộng rãi và các gen chi phối tiến trình này đang dần được sáng tỏ. Tim và hệ mạch xuất phát từ lá trong (mesoderm) và một phần lá ngoài (ectoderm) của trung biểu mô (mesenchyme) bào thai. Đến ngày thứ 19, ống tim nguyên thủy bắt đầu hình thành và ngay lập tức uốn cong thành hình chữ S về phía phải và gồm 4 phần: bè thất trái, bè thất phải, nón tim và thân động mạch. Đến ngày thứ 22, tim bắt đầu đập và đến ngày 24, máu bắt đầu lưu thông.

## Phân loại
Có nhiều hệ thống phân loại bệnh tim bẩm sinh.

### Năm 2000, Từ điển thuật ngữ tim bẩm sinh quốc tế đã đưa ra hệ thống phân loại như sau

#### Thiểu sản
Thiểu sản có thể xảy ra ở cả thất trái (thiểu sản thất trái) hay thất phải (thất phải), làm giảm khả năng bơm máu đi nuôi cơ thể của tim. Thiểu sản tim hiếm gặp nhưng đặc biệt nguy hiểm trong TBS. Trong cả hai trường hợp, sự tồn tại của ống động mạch giúp trẻ có khả năng sống sót cho đến khi có can thiệp phẫu thuật. 

#### Cản trở dòng máu
Cản trở tuần hoàn xảy ra khi các van tim, đông mạch hay tĩnh mạch hẹp hoặc tắc hoàn toàn. Các tổn thương hay gặp bao gồm hẹp động mạch phổi, hẹp động mạch chủ, hẹp hay hở van động mạch và van nhĩ thất.

#### Tổn thương vách ngăn
Vách ngăn được hình thành chia tim thành 2 nửa trái và phải. Tổn thương vách ngăn làm cho dòng máu có thể lưu thông được từ trái qua phải hoặc ngược lại. Thông liên thất là dị tật hay gặp nhất của TBS. Ngoài ra, thông liên nhĩ có thể gặp ở khoảng 30% người trưởng thành tuy nhiên không ảnh hưởng đến mặt chức năng của tim. 

#### Bệnh lý tím
Được gọi là bệnh tim tím sớm do tím tái là biểu hiện lâm sàng gặp ở nhóm bệnh này, là hậu quả của việc thiếu oxy trong máu. Một số dị tật hay gặp bao gồm Tứ chứng Fallot, chuyển vị đại động mạch, thân chung động mạch.

### Phân loại của Hội Tim mạch Việt Nam

#### Tật bẩm sinh chung của tim
- Vị trí bất thường của tim
- Block nhĩ thất hoàn toàn bẩm sinh
- Bất tương hợp nhĩ-thất, thất-gốc động mạch (chuyển vị đại động mạch có sửa chữa)

#### TBS không tím không shunt
- Bất thường bên trái tim:
- Tắc nghẽn đường vào nhĩ trái: hẹp TM phổi, hẹp van hai lá, tim ba buồng nhĩ.
- Hở van hai lá, thông sàn nhĩ thất, bất tương hợp nhĩ - thất, các dị tật khác của van hai lá
- Xơ chun nội mạc tiên phát
- Hẹp động mạch chủ
- Hở van động mạch chủ
- Hẹp eo động mạch chủ

- Bất thường bên phải tim 
- Bệnh Ebstein
- Hẹp động mạch phổi
- Hở van động mạch phổi bẩm sinh
- Tăng áp động mạch phổi tiên phát

#### TBS không tím có shunt
-Shunt ở tầng nhĩ:
- Thông liên nhĩ
- Tĩnh mạch phổi đổ về lạc chỗ bán phần
- Thông liên nhĩ có hẹp van 2 lá bẩm sinh (hội chứng Lutembacher)

-Shunt ở tần thất:
- Thông liên thất
- Thông liên thất có hở van động mạch chủ
- Thông liên thất có luồn thông thất trái - nhĩ phải

-Shunt động mạch chủ - tim phải:
+ Lỗ rò động mạch vành 
- Vỡ túi phình Valsava
- Động mạch vành trái xuất phát từ thân động mạch phổi
- Shunt động mạch chủ - động mạch phổi
- Lỗ rò phế chủ
- Còn ống động mạch
- Shunt trên 1 tầng: kênh nhĩ - thất

#### Bệnh TBS tím sớm
-Có tăng tuần hoàn động mạch phổi:
- Chuyển gốc động mạch
- Thất phải 2 đường ra
- Thân chung động mạch
- Bất thường hồi lưu tĩnh mạch phổi hoàn toàn
- Tâm thất đơn độc không kèm hẹp động mạch phổi với sức cản mạch phổi thấp
- Nhĩ chung
- Tứ chứng Fallot kiểu không lỗ van động mạch phổi kèm tuần hoàn bàng hệ
- Tuần hoàn động mạch phổi bình thường hoặc giảm:
- Thất trái trội
- Thất phải trội
- Không tăng áp phổi: tứ chứng Fallot, tam chứng Fallot, chuyển vị đại động mạch kèm hẹp động mạch phổi, thất phải 2 đường ra kèm hẹp động mạch phổi, không van động mạch phổi bẩm sinh.
- Có tăng áp phổi: thông liên nhĩ với shunt đổi chiểu, thông liên thất với luồng shunt đổi chiều, còn ống đọng mạch hoặc lỗ rò chủ phổi với shunt đổi chiều, thất phải 2 đường ra với sức cản động mạch phổi cao, tĩnh mạch phổi đổ về bất thường hoàn toàn với sức cản mạch phổi cao.
- Thất bình thường hay gần bình thường: lỗ rò động - tĩnh mạch phổi, tĩnh mạch chủ đổ vào nhĩ trái (nối bất thường tĩnh mạch hệ thống)